# Hyporhagus emarginatus
Hyporhagus emarginatus es una especie de coleóptero de la familia Monommatidae.

## Distribución geográfica
Habita en América Central.